# جیمز ویلکاکس
جیمز ویلکاکس (انگلیسی: James Willcocks; ۱ آوریل ۱۸۵۷ – ۱۸ دسامبر ۱۹۲۶) فرد نظامی اهل پادشاهی متحد بریتانیای کبیر و ایرلند بود. وی همچنین برندهٔ جوایزی همچون نشان حمام شده‌است.